# Marion Rebuffet
Marion Rebuffet, née Mousseaux, le 11 juin 1993, est une sportive de haut-niveau en roller-hockey. En 2021, elle décroche le titre de championne du monde avec l'équipe de France féminine de roller-hockey, et est également la meilleure gardienne du tournoi, avec 98,1% d'arrêts (1 seul but encaissé durant le tournoi).

## Carrière sportive

### Joueuse
Après un début en hockey sur glace, elle passe au roller hockey vers l'age de 8 ans, et devient rapidement gardienne de but.
Elle joue à l'entente Deuil-Garges jusqu'à la saison 2011-2012, puis évolue à Saint-Ouen avant de rejoindre les Yeti's de Grenoble en 2019
Actuellement, elle évolue au sein de l'entente Owls (Grenoble, Valence, Seynod, Villard-Bonnot), et chez les Yeti's en tant que gardienne titulaire de l'équipe féminine en Nationale 2 et remplaçante de l'équipe masculine en élite.

### Entraineuse
Marion Rebuffet est entraineuse des U15 des Yeti's de Grenoble.
Depuis plusieurs années, elle encadre des stages de roller-hockey pour les gardiens de buts.

### Enseignement
Elle est également professeur d'EPS au collège Saint-Bruno de La-Tour-du-Pin.

## Trophées et honneurs personnels
- Vice-championne des "roller games" en 2022 avec l'équipe de France[4]
- Meilleure gardienne du championnat du monde 2022 (98,1 % d'arrêt)
- 3e de N1 avec les Owls en 2022
- Championne du monde 2021 avec l'équipe de France[5]
- Championne de France 2019 avec les Owls[6]
- Vainqueur de la coupe en Women Platinium à Narch[7] 2014, championnat nord-américain de roller-hockey, avec la team Revision Vanquish
- Meilleure gardienne du tournoi à Narch 2014 (96,4 % d'arrêts)[8]

## Vie personnelle
Marion est mariée à Hugo Rebuffet, entraîneur de l'équipe élite des Yeti's de Grenoble